# イラカカ
イラカカ（Ilakaka）は、マダガスカル南西部、フィアナランツォア州に属する都市。
1990年代中頃までは人口40人ほどの寒村だったが、1998年に世界最大級のサファイアの大鉱脈が発見されるとマダガスカル中から一攫千金を狙う鉱夫たちが押し寄せ、2005年には人口60000人の都市にまで成長した。急成長した鉱山町であるため治安が悪く、町の入口では常時検問が行われている。
イラカカは首都アンタナナリボから南西に735kmはなれた場所にあり、アンタナナリボ、フィアナランツォアとトゥリアラを結ぶ国道上に位置する。
かつては寒村であったが、1998年にサファイア鉱山が発見されて以降、サファイア熱に浮かされた人々が毎日100人単位で押し寄せ、西部開拓時代のような荒っぽい場所となっている。街にはバーや売春窟が立ち並び、街中では暴力が絶えない。
サファイア掘りの鉱夫たちは水も電気もない掘っ立て小屋に住み、大きなすり鉢状の井戸を掘ってそこでサファイア採掘を行う。